# Комитет антифашистских борцов сопротивления

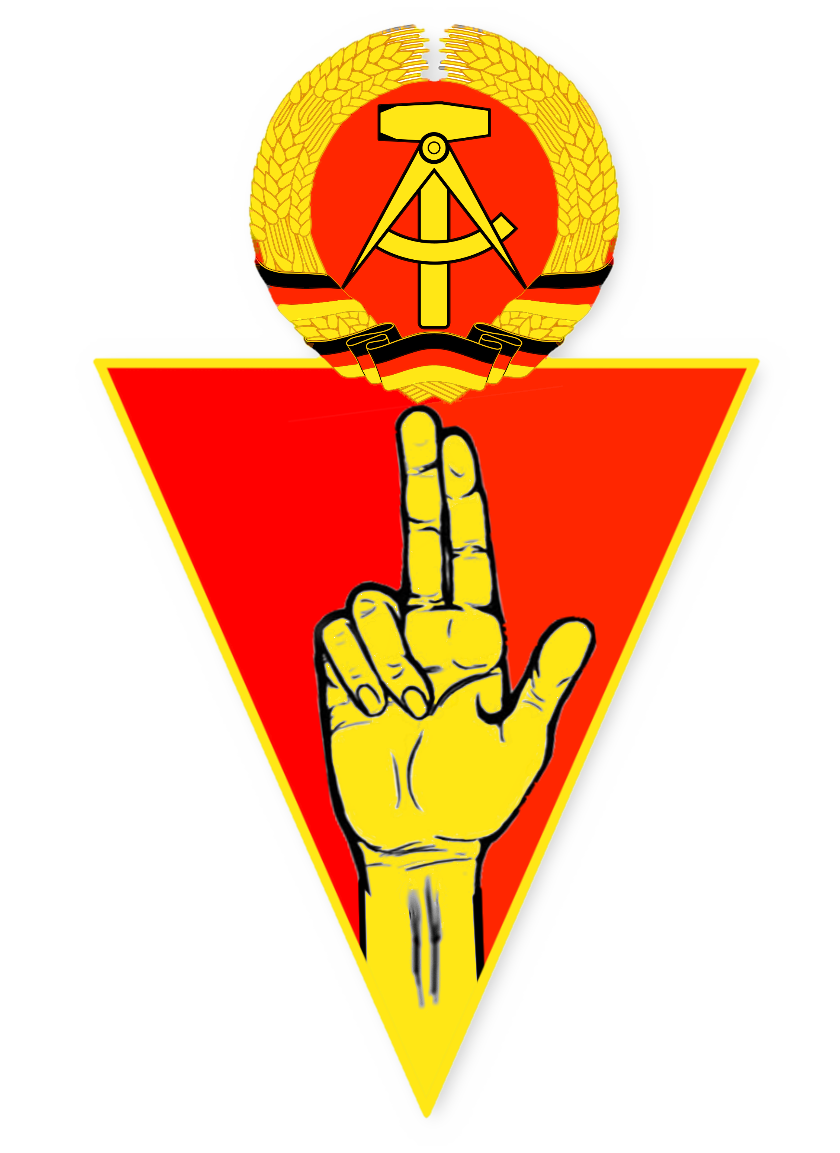
Эмблема Комитета антифашистских борцов сопротивления

Комитет антифашистских борцов сопротивления (нем. Komitee der Antifaschistischen Widerstandskämpfer, сокр. KdAW) — антифашистская общественная организация в Германской Демократической Республике.

## История
Комитет появился на смену распущенному в 1953 году Объединению преследовавшихся нацистским режимом (нем. Vereinigung der Verfolgten des Naziregimes, VVN) и находился в тесном взаимодействии с СЕПГ. Не состоя в Национальном фронте, Комитет вёл с ним активную совместную работу. Члены Комитета награждались соответствующей медалью борцов с фашизмом в 1933-1945 годах и получали особые льготы в виде надбавки к пенсии или почётной пенсии.   
Руководство организацией осуществляло центральное правление, из состава которого избирался президиум и секретариат. В округах ГДР действовали окружные комитеты. В 1983 году в организации состояло около 2 500 человек. В Комитете работали секции участников Гражданской войны в Испании, бывших заключённых Бранденбургской тюрьмы и узников концентрационных лагерей.
Важной задачей Комитета являлось распространение ценного опыта национальной и международной борьбы с фашизмом и сохранение исторических революционных традиций. Комитет антифашистских борцов сопротивления входил в Международную федерацию борцов сопротивления и поддерживал тесные связи с Обществом преследовавшихся нацистским режимом в ФРГ.
После объединения Германии преемником Комитета антифашистских борцов сопротивления стал Союз защиты интересов лиц, преследовавшихся нацистским режимом.  